# Kietowo
Kietowo (ros. Кетово) – wieś (sieło) w Rosji, w obwodzie kurgańskim, ośrodek administracyjny rejonu kietowskiego. W 2021 liczyła 8447 mieszkańców.